# 英属南极领地徽章
英屬南极領地徽章从1952年开始批准使用。
此徽章包含了一个盾牌，盾牌上燃烧的火炬，象征着探索；蓝色的波浪状条纹象征着海洋。在右侧扶盾的是一只金色的狮子，象征着联合王国，在左侧扶盾的是一只皇帝企鹅，象征着领地内的本土野生生物。狮子立于草地的基座上，企鹅立于冰上。徽章冠飾是发现号探险考查船，
罗伯特·斯科特和欧内斯特·沙克尔顿曾在他们的第一次南极探险中使用此船。
領地徽章出現在英属南极领地旗幟上。